# Американський спецназ (фільм, 2003)
«Американський спецназ» (англ. Special Forces) — американський військовий бойовик 2003 року, зрежисований Айзеком Флорентайном за сценарієм Девіда Н. Уайта.

## Сюжет
Після завершення війни в Боснії генерал Хасіб Рафендік, звинувачений у воєнних злочинах, захоплює владу в пострадянській республіці Мулдонія. Він бере в полон американського журналіста. У відповідь США відправляють елітний підрозділ спецназу під командуванням майора Дона Гардінга. Операція перетворюється на особисту місію помсти.

## У ролях
| Актор                  | Роль                   |
| ---------------------- | ---------------------- |
| Маршалл Р. Тіг         | майор Дон Гардінг      |
| Тім Ебелл              | Джесс                  |
| Денні Лі Кларк         | Ведмідь                |
| Трой Міттльйайдер      | Вайятт                 |
| Даніелла Дойчер        | Венді Теллер           |
| Т. Дж. Ротоло          | Рейєс                  |
| Елі Данкер             | генерал Хасіб Рафендік |
| Скотт Едкінс           | Талбот                 |
| Владиславас Якукевічус | Заман                  |

## Виробництво
Фільм вийшов одразу на DVD і не мав широкого прокату в кінотеатрах. Здобув популярність серед любителів бойовиків. Зйомки відбувалися у Болгарії, яка зображувала вигадану країну Мулдонію.

## Цікаві факти
- У фільмі знімався Скотт Едкінс, який згодом став відомим актором бойовиків.
- Один з небагатьох фільмів Айзека Флорентайна початку 2000-х, де акцент зроблено не тільки на бойові мистецтва, а й на військову тематику.